# Bucchigiri?!
Bucchigiri?! (ぶっちぎり?!) est une série d'animation originale produite par le studio MAPPA. Elle est réalisée par Hiroko Utsumi (ja) et scénarisée par Taku Kishimoto (ja). Elle est diffusée du 13 janvier au 6 avril 2024.

## Synopsis
Arajin Tomoshibi retrouve un vieil ami du lycée, Matakara Asamine. Ces retrouvailles prennent une tournure inattendue lorsqu'ils se retrouvent mêlés dans une bagarre avec les pires voyous de la ville. Un jour, en essayant d'échapper à une bande de voyou il rentra dans un temple où il rencontra Senya qui est un génie.

## Personnages
Arajin Tomoshibi (灯 荒仁, Tomoshibi Arajin)
Voix japonaise : Genki Okawa (ja), voix française : Grégory Praet,, Marie Braam (enfant)
Senya (千夜)
Voix japonaise : Masafumi Kobatake (ja), voix française : Jean-François Rossion,
Mahoro Jin (まほろ, Jin Mahoro)
Voix japonaise : Anna Nagase, voix française : Sofia Abouatmane,
Matakara Asamine (浅観音 真宝, Asamine Matakara)
Voix japonaise : Yūsuke Hoshino (ja), voix française : Mattéo Marchese,, Ludivine Deworst (enfant)
Kenichiro (拳一郎, Kenichirō)
Voix japonaise : Jiro Saito (ja)
Kakeru Zabu (座布, Zabu Kakeru)
Voix japonaise : Yukihiro Nozuyama (ja), voix française : Brieuc Lemaire,
Komao (駒男)
Voix japonaise : Kappei Yamaguchi
Marito Jin (摩利人, Jin Marito)
Voix japonaise : Nozomu Sasaki, voix française : Quentin Minon,
Tahide Ōta (王太, Ōta Tahide)
Voix japonaise : Ryōta Takeuchi (ja), voix française : Jonathan Simon,
Nagare Jabashiri (蛇走)
Voix japonaise : Makoto Furukawa (ja), voix française : Maxym Anciaux
Tatsuto Hagure (刃暮)
Voix japonaise : Shōta Hayama (ja), voix française : Julien Besure
Akutarō Shindo (阿久太郎, Shindo Akutarō)
Voix japonaise : Chihiro Suzuki (ja), voix française : Maxime Donnay

## Production
Le 21 mai 2023, le studio MAPPA annonce travailler sur une nouvelle série originale. Elle sera réalisée par Hiroko Utsumi (ja) et scénarisée par Taku Kishimoto (ja). Takahiro Kagami s'occupe du design des personnages et Michiru Ōshima compose la musique. La série est diffusée du 13 janvier 2024 au 6 avril 2024 au Japon sur TV Tokyo et d'autres chaines,. Elle est également diffusée en simulcast sur Crunchyroll dans la plupart des pays.
Kroi interprète le générique de début intitulé Sesame tandis que Mahiru Coda interprète le générique de fin intitulé Love je t'aime (らぶじゅてーむ, Lavu ju teemu).

### Liste des épisodes
| No                    | Titre français                                                           | Titre japonais                                         | Titre japonais                                          | Date de 1re diffusion |
| No                    | Titre français                                                           | Kanji                                                  | Rōmaji                                                  | Date de 1re diffusion |
| --------------------- | ------------------------------------------------------------------------ | ------------------------------------------------------ | ------------------------------------------------------- | --------------------- |
| 1                     | L'union ! L'horoscope amoureux du poulet bang bang !                     | 合体！？恋するフォーチュンバンバンジー！               | Gattai!? Koisuru fōchun ban ban jī!                     | 13 janvier 2024       |
| 2                     | Je veux t'inviter à bord ! Le train de bœuf sauté aux poivrons chi-chi ! | 君を乗せたい！チューチュー・チンジャオローストレイン！ | Kimi o nosetai! Chūchū chinjaorōsutorein!               | 20 janvier 2024       |
| 3                     | Un échange passionné ! Le seul œuf de caille au monde !                  | なぐり愛！世界に一つだけのウズラ                       | Sekai ni hitotsu dake no uzura                          | 27 janvier 2024       |
| 4                     | Non à la guerre ! Un sauté de margose ne fait pas de mal                 | ストップ戦争！〜時には食せよゴーヤチャンプルー〜       | Sutoppu sensō! 〜 Tokiniha shokuseyo gōyachanpurū 〜    | 3 février 2024        |
| 5                     | D'intenses frisons ! Les crevettes épicées tombent comme de la neige !   | 戦慄！エビチリは雪のように！                           | Senritsu! Ebichiri wa yuki no yō ni!                    | 10 février 2024       |
| 6                     | Une amitié débordante ! Révolution de ciboule !                          | 友情マシマシ！ニラレバリューション21!                  | Yūjō mashimashi! Nirarebaryūshon 21!                    | 17 février 2024       |
| Épisode récapitulatif | Flash-back ! Ce soir, retour vers le restaurant chinois !                | 蘇る！今夜はぶっちーバック to the 中華！               | Yomigaeru! Konya wa Bucchi Bakku to the Chūka！         | 24 mars 2024          |
| 7                     | Ça va choper ? La plage, les purs kebabs et moi !                        | 合コン!?海とマジバブと私！                             | Gōkon! ? Umi to majibabu to watashi!                    | 2 mars 2024           |
| 8                     | Une triste nouvelle ! En kif total sur les nouilles mixtes !             | 悲報！マジで恋する五目そば！                           | Hihō! Majide koisuru gomoku soba!                       | 9 mars 2024           |
| 9                     | La tentation ! La soupe et tout ce qui l'accompagne !                    | 誘惑！スープにまつわるエトセトラ！                     | Yūwaku! Sūpu nimatsuwaru etosetora!                     | 16 mars 2024          |
| 10                    | La déchéance d'un ami ! Amour, chagrin et blanc-manger !                 | 堕ちゆく友！愛しさと切なさと杏仁豆腐と！               | Ochiyuku tomo! Aishi sa to setsuna sa to annin tōfu to! | 23 mars 2024          |
| 11                    | Des sentiments incompris ! Un plat de riz au crabe inopiné               | とどかぬ想い！カニチャーハンは突然に                   | Todokanu omoi! Kani chāhan wa totsuzen ni               | 30 mars 2024          |
| 12                    | Le combat fatidique ! Au-delà des gyozas                                 | 運命の戦い！餃子ノムコウ                               | Unmei no tatakai! Gyōza nomukō                          | 6 avril 2024          |

### Annotations
1. ↑  Les titres français de l'adaptation en anime proviennent de Crunchyroll.